# Грийн (окръг, Алабама)
Вижте пояснителната страница за други населени места с името Грийн.
Окръг Грийн (на английски: Greene County) е окръг в щата Алабама, Съединени американски щати. Площта му е 1709 km², а населението – 7730 души (1 април 2020). Административен център е град Еуто.